# Peter Sönnichsen

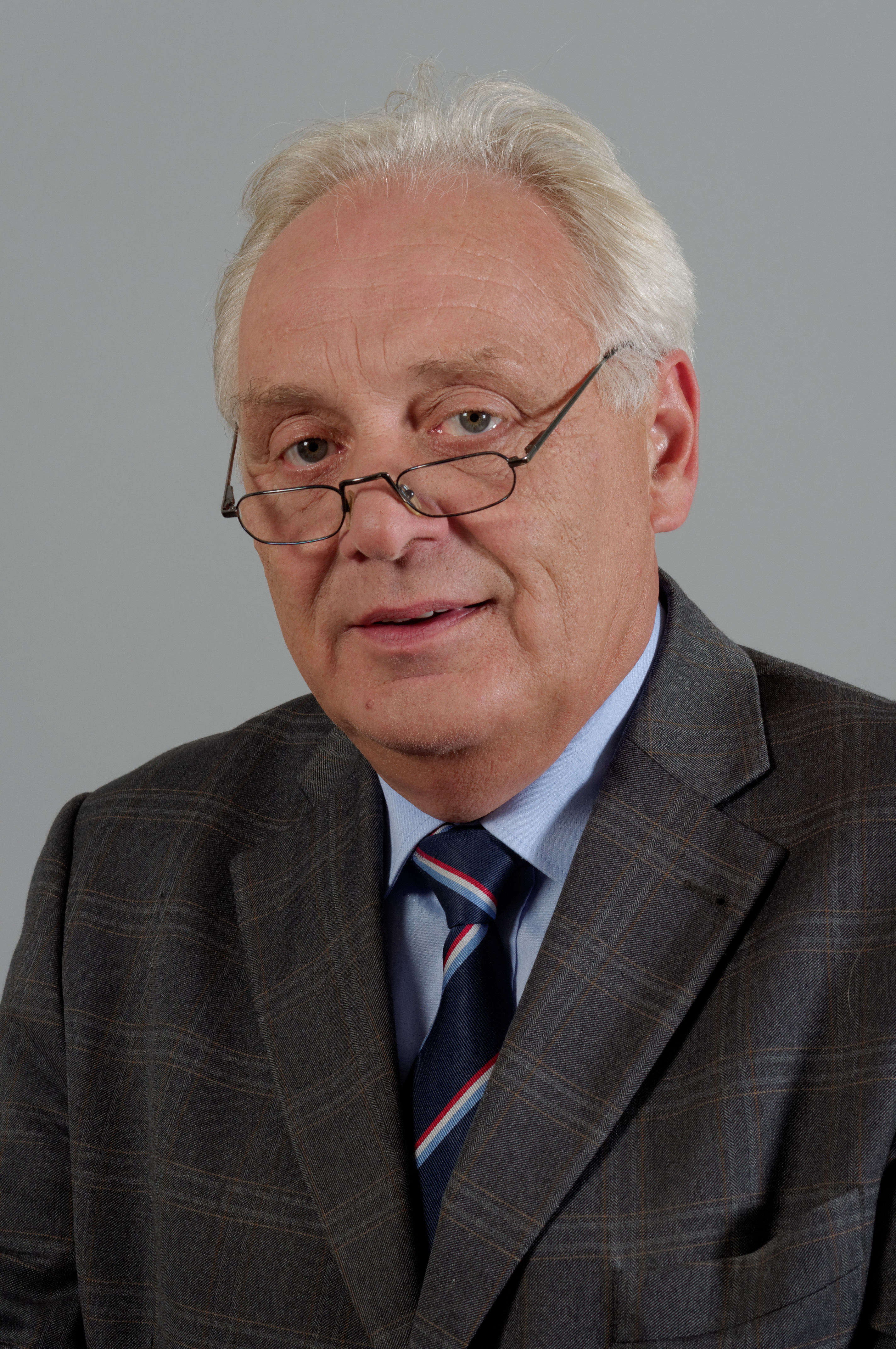
Peter Sönnichsen (2013)

Peter Sönnichsen (* 28. Dezember 1953 in Flintbek) ist ein deutscher Politiker (CDU). Von 2005 bis 2017 war er Mitglied des Schleswig-Holsteinischen Landtags.

## Leben und Beruf
Nach der Mittleren Reife 1969 absolvierte Sönnichsen bis 1972 eine Ausbildung zum Kaufmann der Grundstücks- und Wohnungswirtschaft bei der Heimbau Schleswig-Holstein eG. Danach leistete er als Soldat auf Zeit seinen Wehrdienst ab und kehrte 1975 als Vertriebsmitarbeiter in seinen Ausbildungsbetrieb zurück. 1978 wechselte er zur Kieler Wohnungsbau GmbH und 1983 schließlich zur Richard Rahn Bauunternehmung GmbH in Klausdorf.
Peter Sönnichsen ist evangelisch, verheiratet und hat zwei Kinder und zwei Enkelkinder. Er lebt in Wankendorf.

## Politik
Sönnichsen trat 1989 in die CDU ein und war zwischen 1990 und 1994 Vorsitzender des CDU-Ortsverbands Wankendorf.
Von 1990 bis 2008 war er Gemeindevertreter in Wankendorf sowie Mitglied des Amtsausschusses. Von 1994 bis 2003 war Sönnichsen außerdem ehrenamtlicher Bürgermeister der Gemeinde.
Seit 2003 gehört er dem Kreistag des Kreises Plön an. Bis 2008 war er der Vorsitzende des Ausschusses für Wirtschaft, Energie und Tourismus. Zwischen 2008 und 2018 war er Kreispräsident des Kreises Plön.
Nach der Kreiswahl 2018 trat er aus der CDU-Fraktion aus und ist seitdem fraktionsloses Mitglied des Kreistags. Als Grund nannte er den „unprofessionellen Umgang“ der CDU-Fraktion mit dem Wahlergebnis, nachdem diese zuvor beschlossen hatte, ihn bei einer weiteren Kandidatur als Kreispräsident nicht zu unterstützen, und Werner Kalinka vorgeschlagen hatte, der in vier Wahlgängen nicht gewählt wurde.
Von 2005 und 2014 war Sönnichsen Vorsitzender des CDU-Kreisverbandes Plön.

## Abgeordneter
Peter Sönnichsen wurde bei der Landtagswahl 2005 mit 45,1 % der Erststimmen im Wahlkreis Plön-Süd in den Landtag gewählt. Bei den Wahlen 2009 und 2012 wurde er mit 38,5 % und 37,8 % der Erststimmen in Plön-Süd beziehungsweise Plön-Süd/Eutin wiedergewählt.
Als Abgeordneter beteiligte er sich in allen drei Wahlperioden als Mitglied des Finanzausschusses, dessen Vorsitz er in seiner zweiten Wahlperiode innehatte. Außerdem war er bis 2009 Mitglied des Europaausschusses, von 2009 bis 2011 Mitglied des Parlamentarischen Untersuchungsausschusses zur HSH-Nordbank sowie ab 2012 Mitglied des Bildungsausschusses.